# Oxytropis bicolor
Oxytropis bicolor är en ärtväxtart som beskrevs av Aleksandr Andrejevitj Bunge. Oxytropis bicolor ingår i släktet klovedlar, och familjen ärtväxter.

## Underarter
Arten delas in i följande underarter:
- O. b. bicolor
- O. b. luteola